# Rok platoński
Rok platoński – okres precesji osi obrotu Ziemi, który trwa 25 700 lat.
Nazwa została nadana na podstawie cytatu z dzieł Platona.
Różne daty podawane są przez różne źródła odnośnie do okresów położenia punktu Barana w odpowiednich gwiazdozbiorach, np. przewidywane jest wejście do konstelacji Wodnika (którą odróżnić należy od znaku Zodiaku o tej samej nazwie) około XXVI wieku.
Według wyliczenia którego dokonał Michał Kamieński długość roku platońskiego wynosi około 25 800 lat, po 2150 na każdy znak Zodiaku w którym przebywał punkt równonocy wiosennej.
| Znak Zodiaku | Długość ekliptyczna | Czas                          |
| ------------ | ------------------- | ----------------------------- |
| Wodnik       | 300° – 330°         | 1950 n.e. – 4100 n.e.         |
| Ryby         | 330° – 360°         | 200 p.n.e. – 1950 n.e.        |
| Baran        | 0° – 30°            | 2350 – 200 p.n.e.             |
| Byk          | 30° – 60°           | 4500 – 2350 p.n.e.            |
| Bliźnięta    | 60° – 90°           | 6650 – 4500 p.n.e.            |
| Rаk          | 90° – 120°          | 8800 – 6650 p.n.e.            |
| Lеw          | 120° – 150°         | 10 950 – 8800 p.n.e.          |
| Pannа        | 150° – 180°         | 13 100 p.n.e. – 10 950 p.n.e. |
| Waga         | 180° – 210°         | 15 250 p.n.e. – 13 100 p.n.e. |
| Skоrрiоn     | 210° – 240°         | 17 400 p.n.e. – 15 250 p.n.e. |
| Strzеlеc     | 240° – 270°         | 19 550 p.n.e. – 17 400 p.n.e. |
| Коziоrożec   | 270° – 300°         | 21 700 p.n.e. – 19 550 p.n.e. |